# Rue de la Primatiale
La rue de la Primatiale est une voie partiellement piétonne du centre de la commune française de Nancy, sise au sein du département de Meurthe-et-Moselle, en région Lorraine.

## Situation et accès
La rue de la Primatiale est comprise dans le périmètre de la Ville-neuve, et appartient administrativement au quartier Charles III - Centre Ville.
Depuis son extrémité occidentale, et perpendiculairement aux rues Saint-Nicolas et du Pont-Mouja, la rue de la Primatiale, adoptant une direction générale est-ouest, croise successivement les rues Saint-Julien, Montesquieu, des Chanoines et Mably, avant d'aboutir à l'intersection partagée avec la rue du Manège.

## Origine du nom
Ce vocable rappelle le souvenir de l'ancienne Primatiale, 2e provisionnelle, bâtie avant la cathédrale actuelle, dans la rue Montesquieu, et qui a subsisté de 1609 à 1742. C'est dans cette vieille Primatiale que Jean Lamour exécuta les grilles
de la Cathédrale et de la place Royale de Nancy.

## Historique
Cette rue ouverte au XVIIIe siècle a connu de nombreux changements de noms. Elle fut dénommée « rue de la Faïencerie » en 1754, puis « Petite rue de la Primatiale » et « rue de la Vieille-Primatiale ». À la Révolution, la rue s'appela successivement « rue de la Cathédrale » en 1791, « rue Médolly » ou « rue Midally » en 1796, « rue Loustallot » et « rue du Temple ». En 1814, elle redevient « rue de la Vieille-Primatiale » avant de porter son nom actuel depuis 1839.

## Bâtiments remarquables et lieux de mémoire

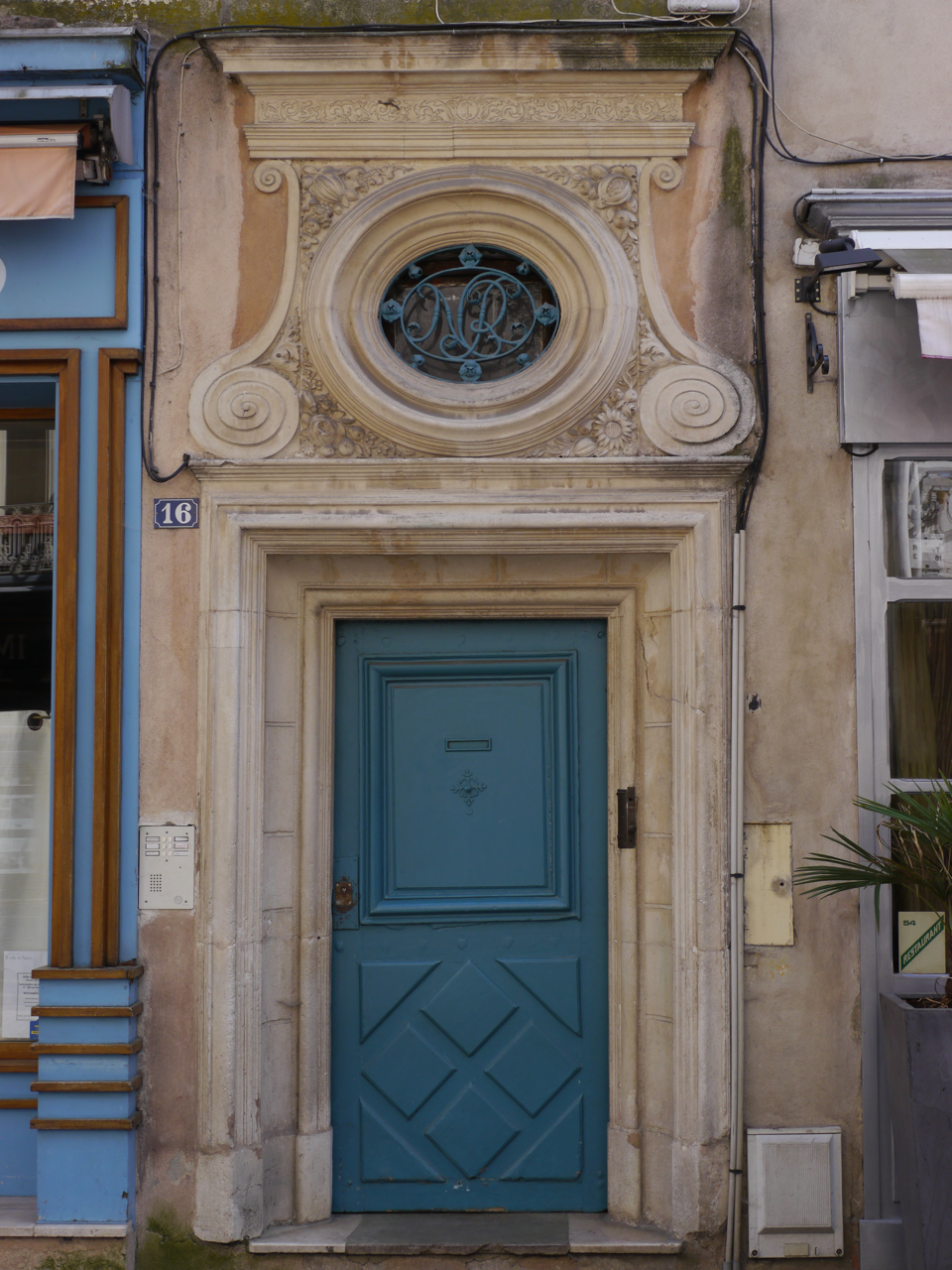
Porte d'entrée, au no 16.

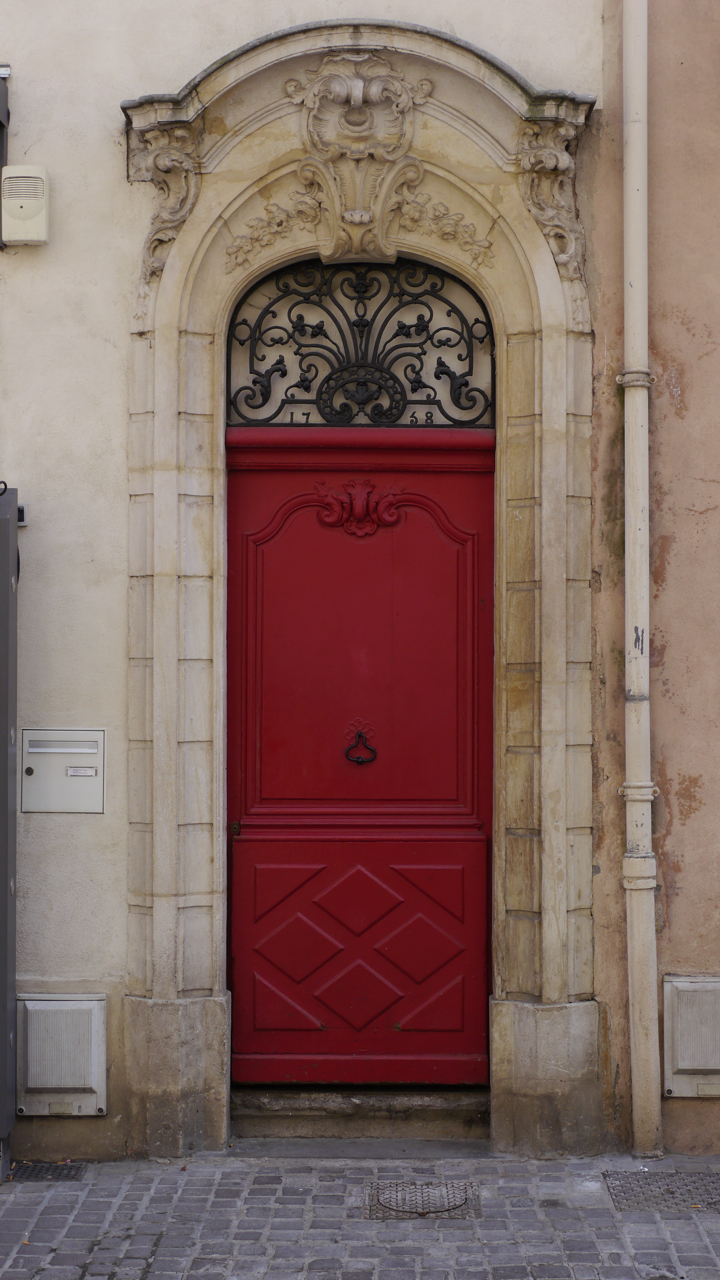
Porte d'entrée, au no 18.

- no 16 : Immeuble dont la porte d'entrée sur rue est inscrite par arrêté du 7 mars 1945 au titre des monuments historiques[3].
- no 18 : Immeuble dont la porte d'entrée, avec vantaux en menuiserie et imposte en fer forgé, est inscrite par arrêté du 16 mai 1944 au titre des monuments historiques[4].